# Naissance en 1366
Naissance
- 1362
- 1363
- 1364
- 1365
- 1366
- 1367
- 1368
- 1369
- 1370

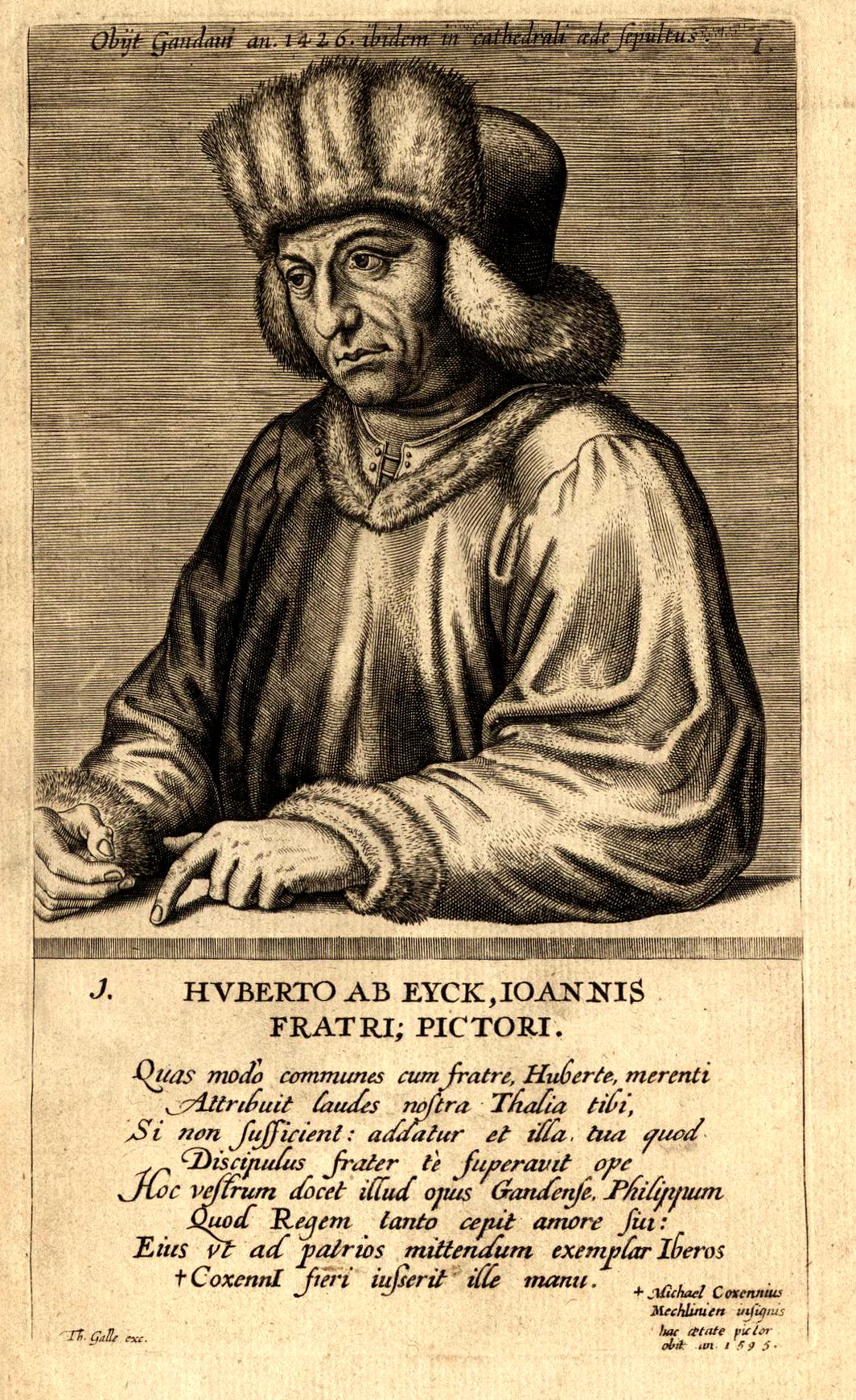
Hubert van Eyck, né en 1366.

Cette page dresse une liste de personnalités nées au cours de l'année 1366  :
- 31 mars : Pierre de Navarre, comte de Mortain.
- avril : Marie Ire de Coucy, comtesse de Soissons.
- 11 mai : Anne de Bohême, connue comme la bonne reine Anne, reine consort d'Angleterre, duchesse consort d'Aquitaine, princesse de Germanie et princesse de Bohême.
- 7 juin : Jean de France, héritier de la couronne de France, Dauphin de Viennois.
- 26 août : Konrad Kyeser, ingénieur militaire allemand, théoricien des machines de guerre et auteur d’un ouvrage qui porte le nom de Bellifortis.

- François Ier Gonzague de Mantoue, noble italien.
- Miran Shah, troisième fils de Tamerlan, gouverneur d'Azerbaïdjan et d'Irak.

date incertaine (vers 1366)
- Hubert van Eyck, peintre belge de l'école des primitifs flamands.

## Crédit d'auteurs
- Cet article est partiellement ou en totalité issu de l'article intitulé « 1366 » (voir la liste des auteurs).